# Graciela Cooper
Graciela Cooper Godoy (Santiago, 1911-Santiago, 20 de junio de 1997) fue una aviadora chilena, la primera mujer piloto de su país y una de las pioneras de la aviación hispanoamericana.
En su honor se instauró el día 26 de julio como el «Día de la Mujer Piloto» en Chile.

## Biografía

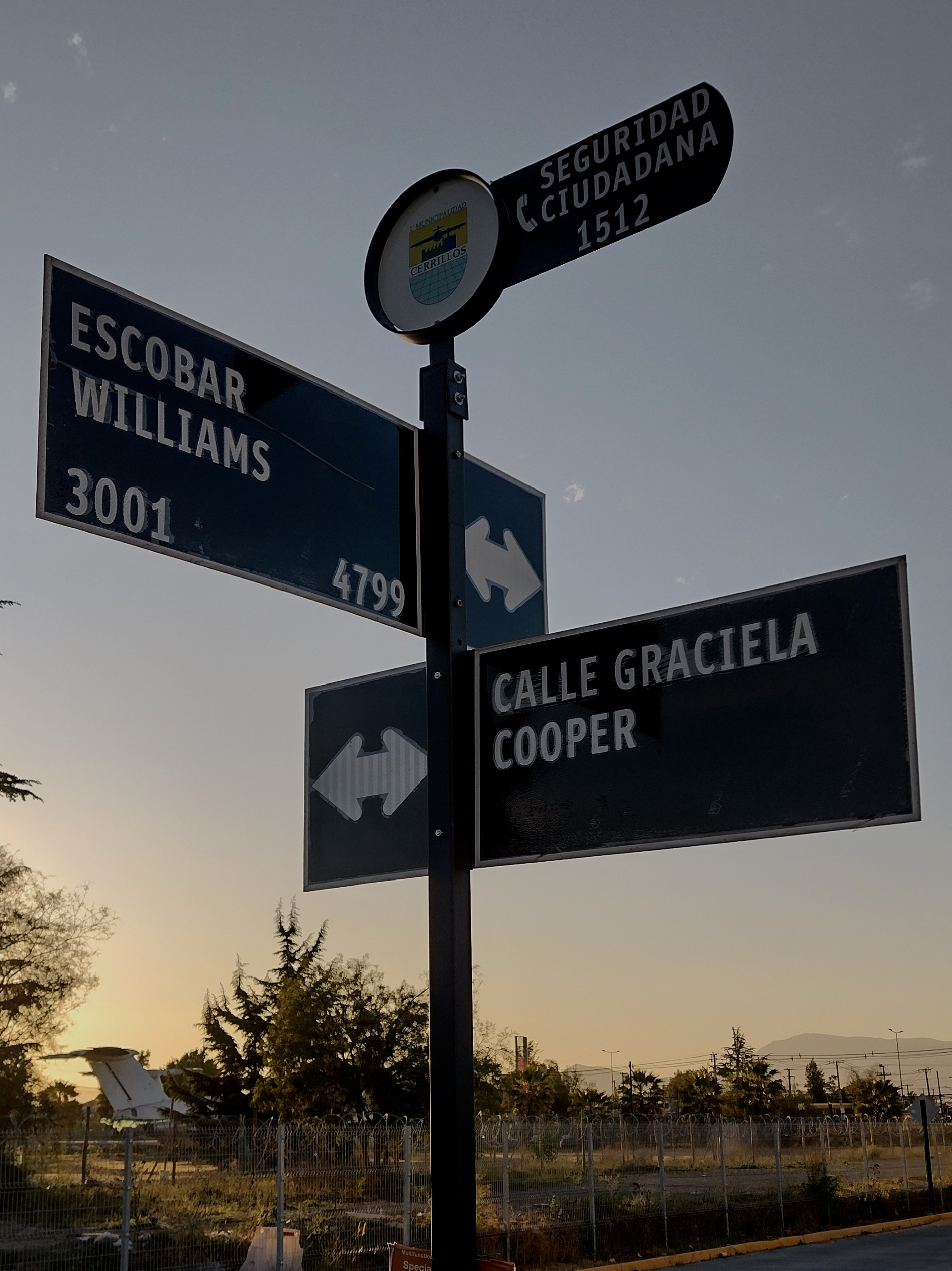
Letrero en la intersección de las calles Graciela Cooper y Escobar Williams en Cerrillos.

Nacida en Santiago, Cooper se interesó en el pilotaje cuando el aviador Arturo Merino Benítez se acercó a su familia, propietaria del fundo Santa Teresa de Lo Ovalle (actual Pudahuel), en búsqueda de un terreno para la construcción de un aeropuerto para Santiago. Si bien este no se realizó, gracias a ese acontecimiento Cooper se enteró de que comenzaría la formación de pilotos con cupo para mujeres.
En 1928, cuando Arturo Merino Benítez creó el Club Aéreo de Chile, se permitió el ingreso a mujeres en la formación de pilotos civiles. De 60 postulantes, Graciela y Clemencia Echeverría Palma serían las dos aspirantes seleccionadas en este proceso, iniciando su formación el 23 de mayo de 1929; su compañera lo abandonó en el transcurso de dicha formación.
Cooper comenzó su desarrollo de piloto en la Base Aérea El Bosque en Santiago para finalmente rendir su prueba de 40 horas de vuelo el 26 de julio de 1930 a bordo de un avión De Havilland Cirrus 9 en el desaparecido Aeródromo Los Cerrillos, hecho que la convirtió en la primera mujer en Chile en obtener la licencia de piloto y ser reconocida a sus cortos 19 años como pionera en la aviación civil. La comisión evaluadora estuvo compuesta por Arturo Merino Benítez, un capitán de apellido Francke y Raúl Besa.
Su hito fue motivo para que la revista deportiva Los Sports del 1 de agosto de 1930 publicara una foto suya en portada y presentara una crónica sobre su examen.
Pese a que no se dedicó de lleno al pilotaje debido a su matrimonio con el ingeniero Humberto Fazzini Mazzia (fallecido en 1971) y se reincorporó al Club Aéreo de Chile en 1953, Cooper marcó un antes y después en la historia de la aviación chilena.

## Homenajes y reconocimientos
En 1991 recibió la Condecoración al Mérito de la Aeronáutica Nacional. A raíz de su hito en la historia de la aviación nacional, el 26 de julio se conmemora el «Día de la Mujer Piloto» en Chile.
El 13 de junio de 2023 la Municipalidad de Cerrillos acordó bautizar con su nombre a una de las calles de la Villa Panamericana de Santiago.